# Agostino Depretis
Agostino Depretis, né le 31 janvier 1813 à Mezzana-Corti près de Pavie en Lombardie et mort le 29 juillet 1887 à Stradella, est un avocat et homme d'État italien qui a marqué l'histoire de son pays après l'unification.
Il a été ministre des Travaux publics en 1862, ministre de la Marine (1866-1867), ministre des Finances (1867) et huit fois Premier ministre du royaume d'Italie de 1876 à 1887, année de sa mort. Dans les gouvernements qu'il a présidés, il a également été ministre des Affaires étrangères (1877-1879, 1885, 1887), de l'Intérieur (1879-1887), des Finances (1876-1877) et des Travaux publics (1877).
Membre modéré de la gauche historique, dont il devient le chef en 1873 à la mort d'Urbano Rattazzi, il s'oppose au sein de son parti à Francesco Crispi, Giovanni Nicotera et Benedetto Cairoli.
En 1876, il dirige le premier gouvernement italien composé uniquement d'hommes politiques de gauche. Ce gouvernement a adopté une réforme scolaire instituant un enseignement obligatoire, laïc et gratuit pour les enfants âgés de 6 à 9 ans.
Bien que pro-français, pour rompre l'isolement de l'Italie, il accepte en 1882 la Triple Alliance avec l'Autriche et l'Allemagne, pour laquelle il obtient une formule nettement défensive. La même année, il a achevé la réforme électorale qui a fait passer le nombre d'électeurs éligibles de 2 à 7 % de la population.
Il était partisan du transformisme, un projet qui impliquait tous les députés désireux de soutenir un gouvernement progressiste, indépendamment des alignements politiques traditionnels, que Depretis considérait comme dépassés. Il est soutenu dans ce projet par le leader de la droite historique, Marco Minghetti, auquel Depretis avait succédé comme premier ministre.
Les gouvernements "transformistes" ainsi constitués suppriment définitivement la taxe sur la meunerie, introduisent des tarifs douaniers favorisant l'industrie (surtout dans le nord) et lancent l'expansionnisme italien en Afrique.
Le transformisme a cependant réduit le pouvoir de contrôle du parlement et favorisé les excès dans les dépenses de l'État.

## Sa jeunesse
Agostino Depretis est né le 31 janvier 1813 à Cascina Bella, un hameau de la commune de Mezzana Corti Bottarone, près de Stradella (aujourd'hui Bressana Bottarone, dans la province de Pavie), sur le territoire du royaume de Sardaigne à l'époque de son annexion à l'Empire napoléonien. Il était le fils de Francesco, administrateur des biens de la famille Gazzaniga, et de Maria Antonia Tronconi.
Lorsque le royaume de Sardaigne a été restauré, Agostino a obtenu un diplôme en droit et a exercé la profession d'avocat pendant un certain temps. Il est devenu populaire par son soutien à l'extension du réseau ferroviaire aux petites villes de son pays natal ; la ligne de chemin de fer qui relie Bressana Bottarone à Broni est encore parfois appelée le "chemin de fer Depretis".
En 1848, il prend la place à la Chambre des députés du Piémont de l'avocat Paolo Farina (1806-1871), qui préfère le siège de Gênes à celui de Broni. Nommé à la première législature piémontaise dans les rangs de ce qui allait devenir la gauche historique (Sinistra storica), il fonde à Turin le journal Il Progresso, qui deviendra plus tard le Diritto.
Réélu, Depretis commence à acquérir de l'autorité et la Chambre l'élit vice-président lors des deuxième et troisième législatures, le confirmant à ce poste lors de la sixième. En 1849, il fait partie des députés choisis par la Chambre pour se rendre à Porto et annoncer au roi de Sardaigne en exil, Carlo Alberto, que le Parlement l'a proclamé "Magnanimo".

## Avec Mazzini et contre Cavour (1853-1861)

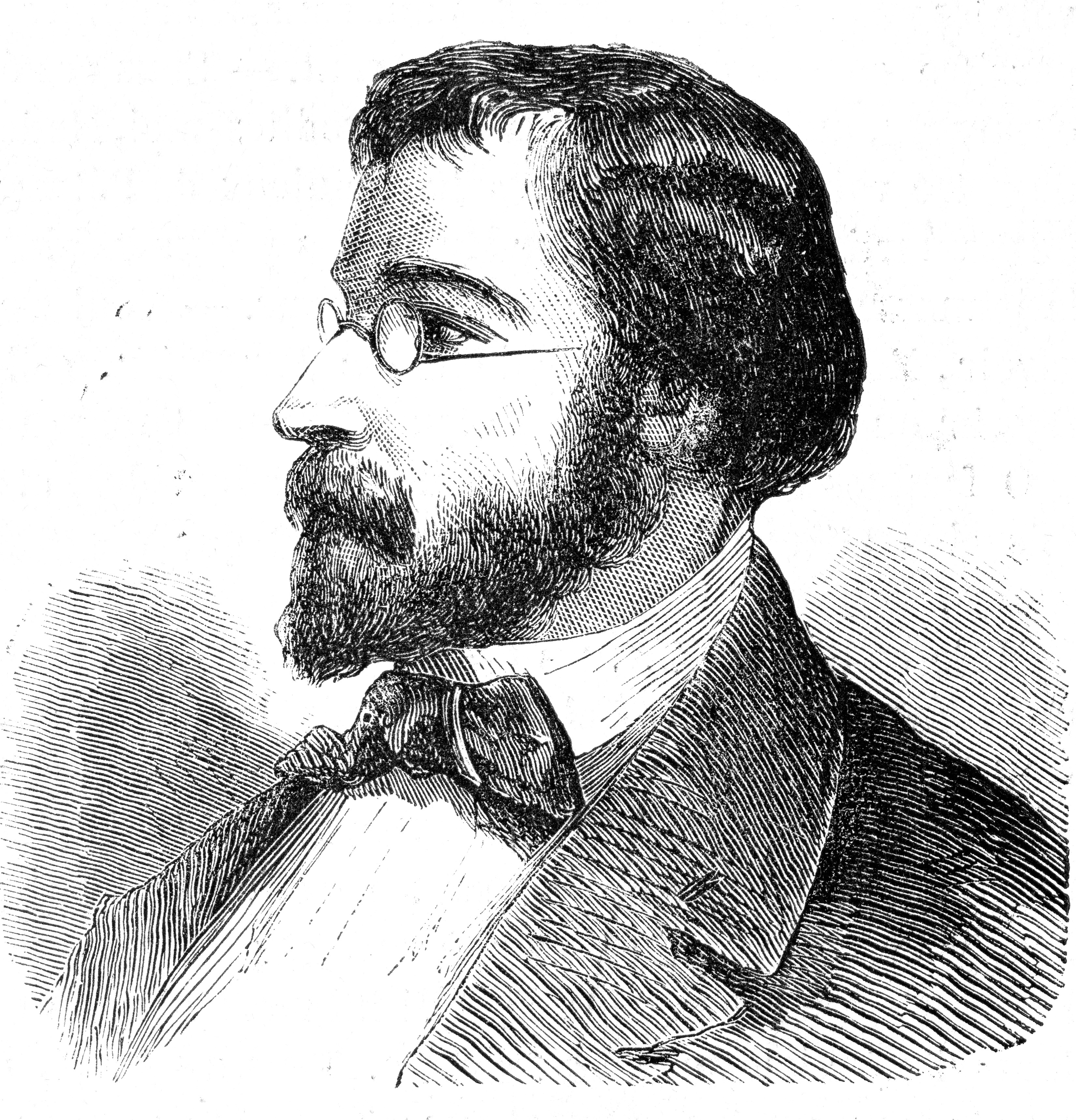
Agostino Depretis au moment où il a été nommé pro-dictateur de la Sicile par Garibaldi.

Originaire d'une zone géographique proche des frontières du royaume autrichien de Lombardie-Vénétie, Depretis participe à des conspirations contre les Habsbourg. En 1853, il fournit à Giuseppe Mazzini 25 000 lires pour la tentative d'insurrection à Milan le 6 février.
À la même époque, il est un adversaire de la politique du Premier ministre piémontais Camillo Benso di Cavour et vote contre les principaux projets qu'il présente, notamment l'expédition envoyée à la guerre de Crimée. Néanmoins, après l'annexion de la Lombardie, Cavour le nomme gouverneur de Brescia en 1859.
En 1860, Giuseppe Garibaldi, au cours de l'Expédition des Mille, libère la Sicile et confie à Depretis le gouvernement de l'île sur proposition de l'amiral Carlo Pellion di Persano. À la mi-juillet de la même année, Depretis se rend à Palerme pour hâter le plébiscite qui aurait uni la Sicile à l'Italie, mais il ne peut y parvenir en raison de la résistance des collaborateurs de Garibaldi : à la mi-septembre, il démissionne.
L'année suivante, Depretis vote contre la cession de Nice et de la Savoie à la France et adhère en même temps à la Société italienne émancipatrice, qui stipule que l'unité nationale doit se faire en dehors de l'idéal républicain.

## Ministre et chef de la gauche (1862-1875)
Après la mort de Cavour, Vittorio Emanuele II avait confié le poste de Premier ministre à Bettino Ricasoli et, peu après, à Urbano Rattazzi. Rattazzi introduit quelques éléments de la gauche modérée dans l'exécutif, notamment Agostino Depretis qui se voit confier le ministère des Travaux publics.
Ce dernier a justifié sa présence dans un gouvernement comportant des éléments de droite par le fait que

« On ne peut pas accepter que les majorités restent immuables […]. Les idées mûrissent avec les faits, et à mesure que la science progresse et que le monde évolue, les partis changent aussi. Eux aussi sont soumis à la loi du mouvement, aux vicissitudes de la transformation. »

— Agostino Depretis en 1862
Le gouvernement ne dura que peu de temps : du 3 mars au 8 décembre 1862, car les ministres furent impliqués dans la controverse qui suivit la journée de l'Aspromonte et accusés de ne pas avoir pu ou voulu empêcher la tentative d'expédition de Garibaldi vers Rome, qui était alors fortement écrasée.
En outre, Francesco Crispi, de l'aile gauche, issue de Mazzini et de Garibaldi, accuse le gouvernement et Depretis d'avoir monté les soulèvements mazziniens de Sarnico en mai 1862 pour discréditer Garibaldi. Après la chute du gouvernement Rattazzi, il était donc facile de prédire la fin de la carrière politique de Depretis, au moment où Crispi était élu président de la gauche parlementaire,.
Depretis reste donc à l'écart pendant la 8e législature (1863-65), mais participe régulièrement aux travaux parlementaires, intervenant sur les lois d'unification administrative et se déclarant hostile au régionalisme. Il trouve sa place dans l'opposition lors de la campagne électorale de 1865 et est élu vice-président de la Chambre au début de la 9e législature.

### La guerre contre l'Autriche

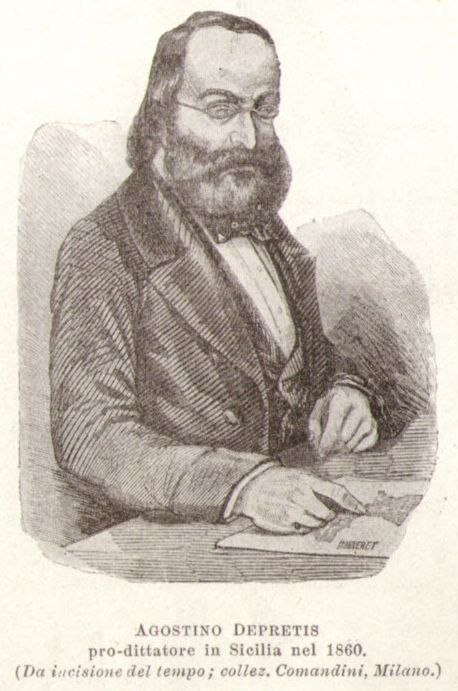
Agostino Depretis dans une gravure de l'époque.

Bien que Depretis soit ministre de la Marine et qu'il ait poussé la flotte au combat, la responsabilité de la défaite à Lissa incombe à l'amiral Persano. Peinture de Josef Carl Berthold Püttner (1821-1881).

Au printemps 1866, en prévision de la guerre avec l'Autriche après la signature de l'alliance italo-prussienne, Ricasoli avait été nommé par le roi pour remplacer le président du Conseil, le général Alfonso La Marmora, qui devait partir au front. Vittorio Emanuele II lui avait également demandé de sonder la possibilité de créer un exécutif de "conciliazione nazionale" (conciliation nationale) incluant des représentants de la gauche. Ricasoli propose alors le ministère de la Marine à Depretis, qui, étant subordonné à la droite, est très hésitant et n'accepte qu'au dernier moment. Le deuxième gouvernement Ricasoli est formé le 20 juin 1866, le jour même où débute la troisième guerre d'indépendance avec l'Autriche. Annonçant sa nomination à l'amiral Carlo Pellion di Persano, commandant de la flotte, Depretis l'assure de son soutien total et, le 21, il ordonne à la flotte de quitter Tarente et de se diriger vers Ancône.
Le 14 juillet, alors que l'opinion publique, après la défaite de Custoza, exige une action énergique de la flotte, Depretis se rend à Ancône et s'entretient longuement avec Persano. Deux jours plus tard, les navires italiens quittent la base et le 20, ils affrontent la flotte autrichienne, subissant une lourde défaite à la bataille de Lissa. Les responsabilités de l'amiral sont immédiatement évidentes et Depretis insiste sur la nécessité de faire un procès à Persano. Il a également nommé une commission d'enquête chargée de faire un rapport sur les conditions réelles de la Regia Marina.

### Diriger la gauche
L'année suivante, après la démission d'Antonio Scialoja du poste de ministre des Finances, Depretis est appelé à occuper cette fonction pour une courte période, c'est-à-dire du 7 février au 10 avril 1867, jour de la chute du gouvernement Ricasoli. Revenu comme simple député, il reste avec Rattazzi dans l'opposition et, à la mort de ce dernier en 1873, il est choisi comme son héritier et chef de la gauche.
Peu après, le 25 juin 1873, le gouvernement de droite de Giovanni Lanza tombe, battu par un vote qui voit s'unir la gauche modérée de Depretis et une grande partie de la droite qui n'a plus de sympathie pour le ministre des Finances Quintino Sella. Sella avait été abandonné pour avoir proposé un nouveau durcissement de la fiscalité afin d'équilibrer le budget.
Vittorio Emanuele II demande alors au représentant de la droite Marco Minghetti de former un nouveau gouvernement, l'invitant à prendre en considération les hommes de la gauche modérée, dont Agostino Depretis. Minghetti accepte la suggestion mais ses efforts pour parvenir à un accord avec Depretis restent vains.
Une fois le deuxième gouvernement Minghetti formé, les élections de 1874 sont centrées sur la tentative réussie de l'ex-Calabrais garibaldien Giovanni Nicotera de battre l'hégémonie de la droite. Il avait fait appel au mécontentement du Mezzogiorno et avait réussi à faire prendre à la gauche méridionale un poids important (sur les 232 représentants de l'opposition, seuls 85 n'étaient pas originaires du Sud). Le résultat régionaliste des élections a entraîné un climat de tension au sein de l'opposition, que Depretis a su gérer en permettant à la gauche de rester unie. Cela s'est avéré décisif pour ébranler les forces de la droite, qui, divisée après le repli électoral, avait néanmoins réussi à conserver une majorité.

### Le discours de Stradella du 10 octobre 1875

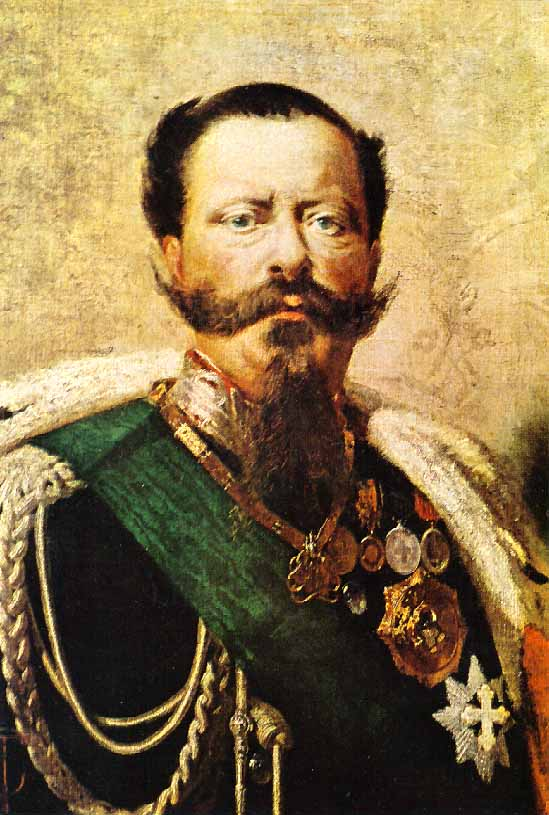
Vittorio Emanuele II nomme Depretis chef du gouvernement pour la première fois en 1876

Fort de son succès, Nicotera accélère les négociations avec la droite pour créer un gouvernement dont la priorité est de résoudre les problèmes du Mezzogiorno. Depretis décide alors d'entrer en campagne et, afin de contenir la fuite en avant de Nicotera, il prononce à Stradella, le 10 octobre 1875, un discours qui expose sa politique.
Il défend tout d'abord la nécessité de lutter contre le cléricalisme ; il promeut l'enseignement élémentaire obligatoire et gratuit ; il affirme la nécessité d'étendre le droit de vote aux couches les moins aisées de la population (à l'époque, le suffrage était réglementé par le recensement) ; il se déclare en faveur d'une décentralisation partielle du pouvoir de l'État ; il réitère son opposition à l'impôt sur les meules, le considérant comme " la négation du Statut albertin.
Dans le discours de Stradella, Depretis a également dit quelques mots sur la politique étrangère. Il a affirmé qu'il aurait l'intention de ne pas changer de direction, de poursuivre la politique de la droite et de consacrer toutes ses énergies aux réformes internes. Cependant, il a déclaré : « L'Italie a besoin de paix […] ; mais il est évident que ses sympathies se tourneront vers les peuples et les gouvernements qui sont déterminés à avancer sur la voie de la civilisation »,.

## A la tête des premiers gouvernements de gauche (1876-1879)

### La "révolution parlementaire"
L'arrivée au pouvoir de la gauche de Depretis s'est faite lorsque le gouvernement de droite de Minghetti a éclaté à cause de la demande de ce dernier de racheter les chemins de fer qui avaient été cédés en 1865 à des entreprises privées ayant besoin de subventions publiques. Les adversaires de Minghetti l'accusent d'étatisme et de bismarckisme. Depretis, Nicotera et surtout le dissident de droite toscan Ubaldino Peruzzi provoquent ainsi la fin du gouvernement Minghetti le 18 mars 1876. C'est ce qu'on appelle la "révolution parlementaire".

### Le premier gouvernement Depretis

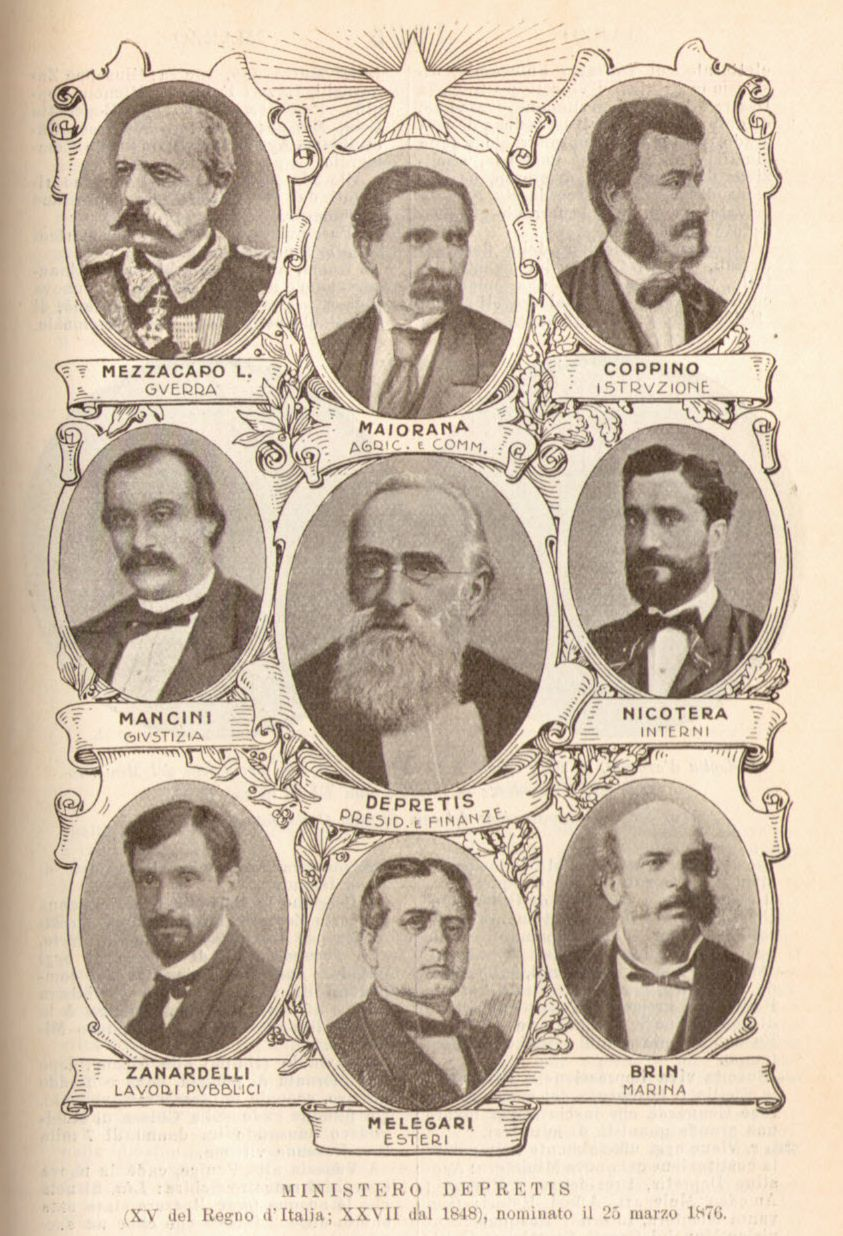
Le premier gouvernement Depretis est le premier exécutif de l'histoire italienne à n'être composé que de politiciens de gauche.

Vittorio Emanuele II constate sans crainte particulière l'épuisement d'une phase politique et désigne le chef de l'opposition, Depretis, pour former un nouveau gouvernement. Depretis entame des négociations et le 25 mars 1876, il présente son premier gouvernement composé exclusivement, pour la première fois dans l'histoire du royaume d'Italie, de gens de gauche. Parmi eux se trouvaient des personnalités très importantes comme Giovanni Nicotera à l'Intérieur, Pasquale Stanislao Mancini à la Justice, Michele Coppino à l'Education, Luigi Mezzacapo à la Guerre et Benedetto Brin à la Marine.
En sa qualité de Premier ministre, Depretis espérait

« cette transformation fructueuse des partis, cette unification des parties libérales de la Chambre, qui vaudra pour construire cette majorité solide et tant recherchée, qui, aux noms historiques [de droite et de gauche] si souvent galvaudés et peut-être improprement choisis par la typographie de la chambre parlementaire, substituera à sa propre marque une idée globale, populaire, aussi vieille que le mouvement, comme le mouvement toujours nouveau : le "progrès"". Nous sommes, ô messieurs, un ministère de progressistes ».

— Agostino Depretis
.
Mais l'ère du transformisme viendra plus tard. De foi mazzinienne ancienne et contrôlée, Depretis alliait le pragmatisme prudent à l'énergie de l'homme politique expert, ayant su concilier la politique d'opposition avec celle d'entente depuis le début du royaume d'Italie. Depretis finit donc par incarner l'image du médiateur politique, telle qu'elle ressort de son premier gouvernement, qui reflète les rapports de force existants au sein de la gauche qui avait battu Minghetti[18].
Cependant, les contrastes internes à son parti, où Nicotera reste un élément de tension, et l'impasse due à une Chambre élue avant la "révolution parlementaire", amènent Depretis à décider de soumettre la nouvelle majorité à une vérification électorale. Les élections de novembre 1876 sont un succès retentissant : environ 400 députés sont élus sur les listes de la gauche contre une centaine pour la droite.

#### La loi Coppino et d'autres réformes
L'activité gouvernementale qui a suivi a été particulièrement intense. La principale réforme est la réforme scolaire qui porte le nom du ministre Coppino et qui est présentée le 15 juillet 1877. Elle a instauré un enseignement primaire obligatoire, laïc et gratuit pour les enfants âgés de six à neuf ans. En revanche, conformément à ses promesses électorales, Depretis augmente l'exemption minimale de l'impôt sur la fortune mobilière de 250 à 800 lires et accorde des déductions plus importantes pour les revenus industriels (décret royal n° 4021, 2e série, 24 août 1877). Le décret du 25 août 1876 réglementant la figure du Premier ministre fut également important, bien que peu efficace, dans le but de contenir le pouvoir monarchique et surtout le conflit entre les ministres.
Cependant, le gouvernement est en grande difficulté et, face aux violentes attaques contre le ministre de l'Intérieur Nicotera, coupable, selon une partie de la même majorité, d'abus et d'illégalités, Depretis décide de démissionner en décembre 1877.

#### Politique étrangère

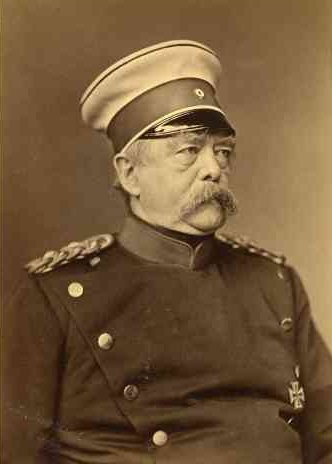
Le chancelier Bismarck en 1877, année où il rejette la proposition de Depretis et Crispi d'une alliance italo-allemande contre l'Autriche.

La crise de la droite italienne née de la "révolution parlementaire" est suivie avec intérêt à l'étranger et Depretis, dans le programme présenté à la Chambre le 28 mars 1876, renforce le concept déjà exprimé dans le discours de Stradella. Il a notamment déclaré : "Désormais, l'Italie s'efforcera d'obtenir non seulement la bonne volonté des gouvernements mais aussi l'approbation des peuples civilisés". Ce passage a été particulièrement critiqué en Russie, où les politiciens conservateurs se sont alarmés lorsqu'il a été fait référence à l'opinion et au soutien du peuple.
En fait, la politique étrangère du premier gouvernement de Depretis était prudente, semblable à celle des gouvernements précédents. Cette prudence attire les critiques des progressistes qui poussent à un rapprochement avec l'Allemagne afin de s'opposer au courant politique français de l'ultramontanisme visant à restaurer le pouvoir temporel de l'Église. Cette attitude francophobe s'accentue en mai 1877 lorsque le gouvernement d'Albert de Broglie, favorable aux positions cléricales, est formé à Paris. Depretis a jeté de l'eau sur le feu, car « les gouvernements passent mais les nations restent ».
Toutefois, le Premier ministre s'est rangé à l'avis de l'ancien ministre des affaires étrangères Emilio Visconti Venosta: "toujours indépendant, jamais isolé". La crise politique en France et l'incertitude de la guerre russo-turque l'amènent à écrire à Vittorio Emanuele II le 19 août 1877 pour se déclarer favorable à la conclusion de pactes d'amitié avec une ou plusieurs grandes puissances : "Il m'est apparu clairement que les deux puissances avec lesquelles nous devons chercher à resserrer nos liens sont l'Angleterre et l'Allemagne". À cette fin, Depretis confie au président de la Chambre des députés de l'époque, Francesco Crispi, une mission exploratoire à Londres, Berlin, Paris et Vienne, qui n'aboutit pas, principalement en raison de la résistance du chancelier allemand Bismarck à négocier une alliance hostile à l'Autriche ainsi qu'à la France.

### Le deuxième gouvernement Depretis

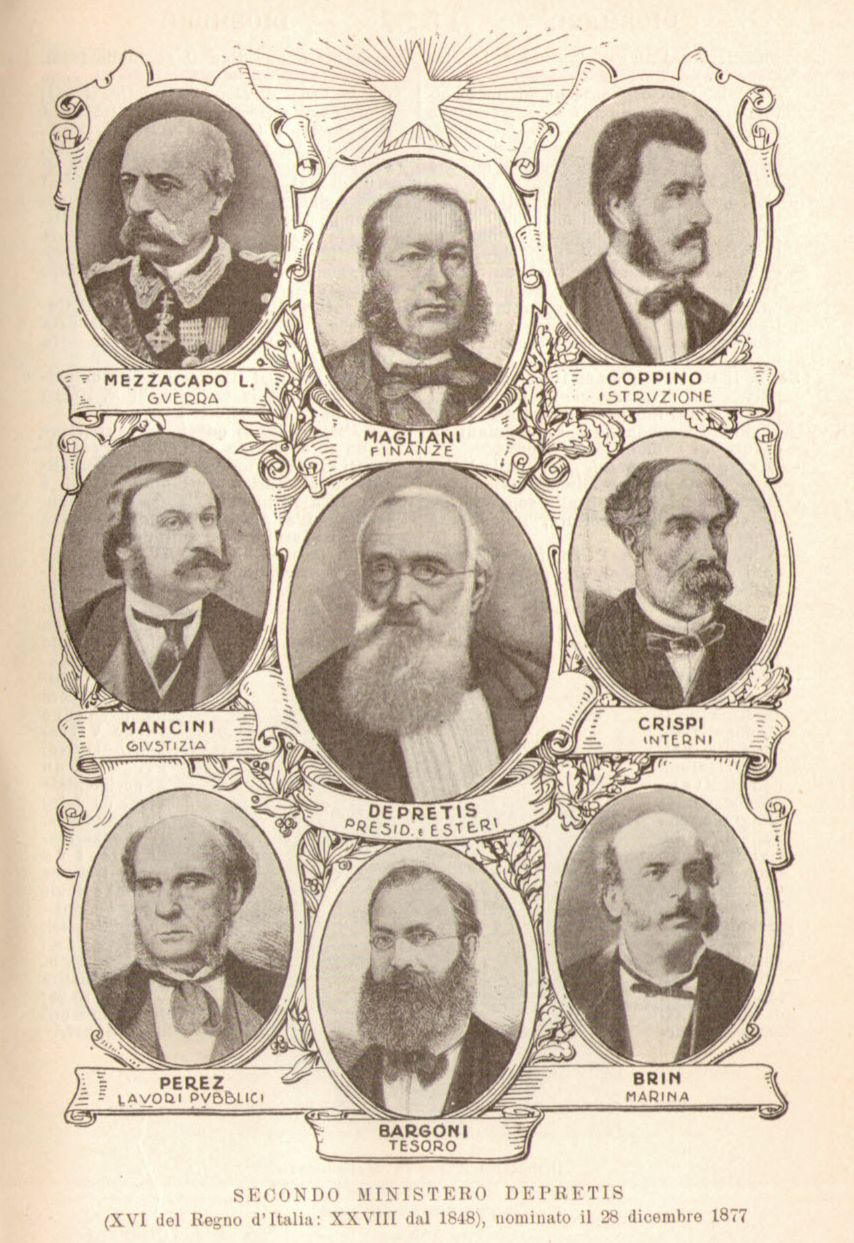
Le deuxième gouvernement Depretis est de courte durée et tombe en raison de conflits internes au sein de la gauche.

En raison de la nature de la crise du gouvernement précédent, le roi Victor Emmanuel nomme à nouveau Depretis en décembre 1877. Ce fut le dernier acte politique important du monarque, qui mourut le 9 janvier suivant. Le nouveau gouvernement, dans lequel Depretis a également assuré l'ad interim du ministre des affaires étrangères, n'a pas résolu les problèmes de conflit au sein de la gauche. Même le remplacement de Nicotera par Crispi (qui était censé accentuer la poussée réformiste) n'a pas suffi à assurer le soutien de toutes les composantes des rangs parlementaires de Depretis.
On reproche à Depretis d'avoir supprimé le ministère de l'Agriculture, de l'Industrie et du Commerce et d'avoir institué le ministère du Trésor afin de mieux contrôler les dépenses de l'État. Les critiques ont surtout porté sur le moyen par lequel l'abolition a eu lieu, à savoir un décret pris sous la pression de Crispi pour une décision de nature institutionnelle qui aurait dû avoir la participation du Parlement. Depretis, dont le candidat avait été battu dans la course à la présidence de la Chambre, présente sa démission le 11 mars 1878, qui est acceptée par le nouveau roi d'Italie Umberto I.

### Cairoli et le Congrès de Berlin
Le gouvernement suivant est formé par un autre représentant de la gauche historique : Benedetto Cairoli. Irrédentiste et pro-français, il mécontente immédiatement l'Autriche et l'Allemagne. Ainsi, dans le contexte du Congrès de Berlin de 1878, l'Italie apparaît clairement isolée au moment où Vienne prend en charge l'administration de la Bosnie-Herzégovine. L'attentat manqué contre Umberto Ier à Naples est l'occasion de faire tomber le premier gouvernement Cairoli, accusé de faiblesse envers les organisations subversives.

### Le troisième gouvernement Depretis

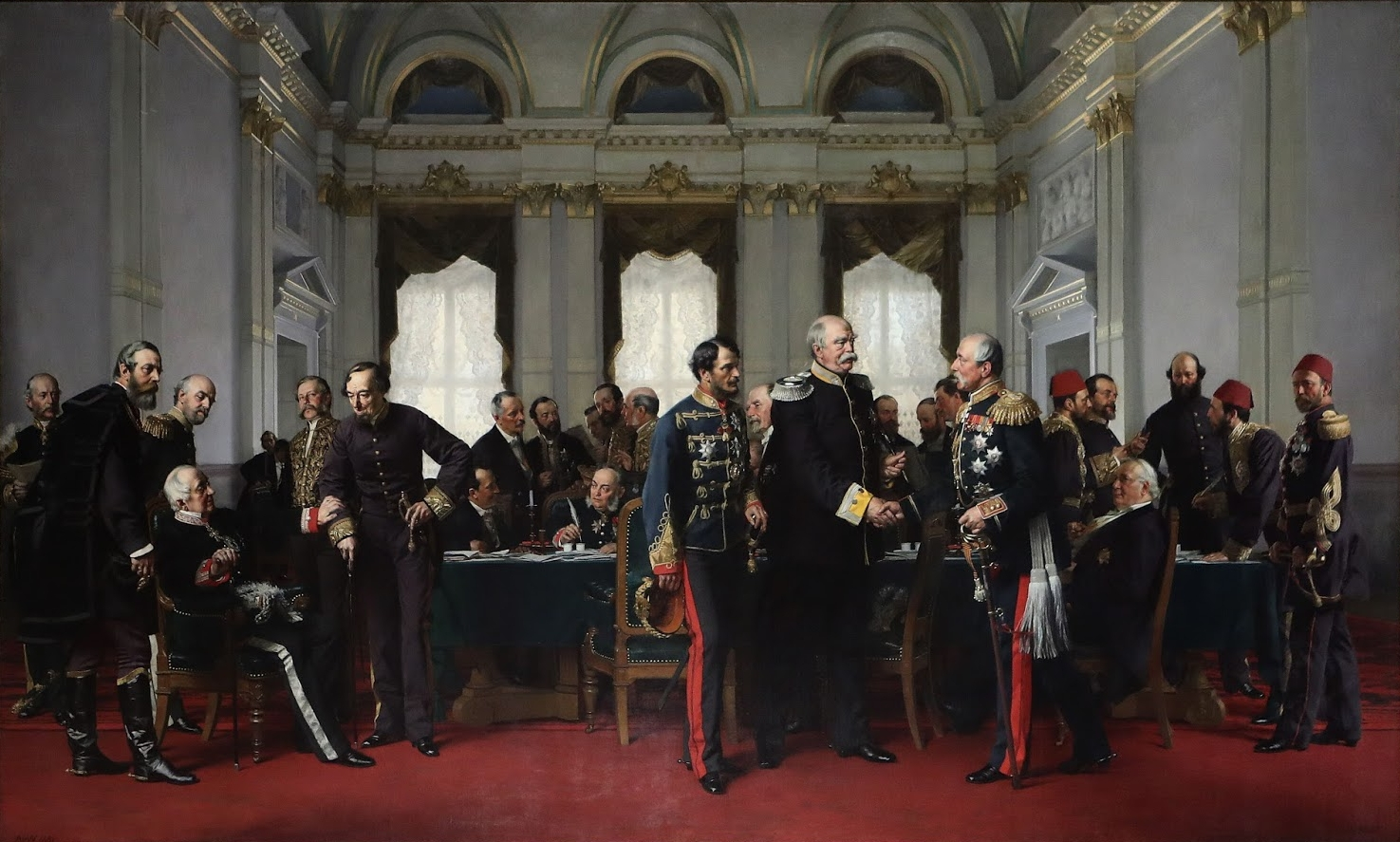
Le troisième gouvernement Depretis naît à cause du comportement du gouvernement Cairoli pendant le Congrès de Berlin, dans lequel l'Italie est isolée.

Depretis revient ainsi sur le devant de la scène, à qui le Roi, sur les conseils de quelques hommes de droite (Quintino Sella, Giovanni Lanza, Marco Minghetti) donne le mandat de former son troisième gouvernement. Le gouvernement est formé le 19 décembre 1878 et Depretis, en raison de la position délicate de l'Italie, assure également l'intérim des Affaires étrangères.
L'ambassadeur à Londres Luigi Federico Menabrea écrit au président du Conseil le 12 janvier 1879 : « Les faits semblent montrer que les diverses puissances […] essaient […] de modifier à leur avantage l'ordre des choses qu'il nous conviendrait de maintenir » et de Vienne l'ambassadeur Carlo Felice Nicolis de Robilant confirme la thèse de Menabrea. Depretis, qui n'aimait pas les aventures, pensait que "le mandat de l'Italie étant par nature pacifique, et orienté vers la consolidation de la paix en Europe", était d'avis que "l'action du gouvernement de Sa Majesté ne pourrait jamais s'exercer autrement que dans un sens conciliateur". Cela a conduit à l'absence d'une stratégie claire dans les relations extérieures et a fait apparaître l'Italie, comme le disait Robilant, comme un navire naviguant sans timonier. Cependant, il était difficile pour tout chef de gouvernement de fixer une ligne de politique étrangère, en raison de la précarité et de la brièveté de la vie moyenne d'un dirigeant.
Le 24 juin 1879, le Sénat approuve, avec des amendements considérables, le projet de loi visant à abolir la taxe de meunerie. La Chambre des députés s'y oppose et approuve le 3 juillet un ordre du jour de défiance à l'égard du gouvernement. Le troisième exécutif de Depretis doit donc démissionner après seulement six mois de vie politique agitée et le gouvernement suivant est à nouveau formé par Cairoli, le 14 juillet.

## La "gifle de Tunis"

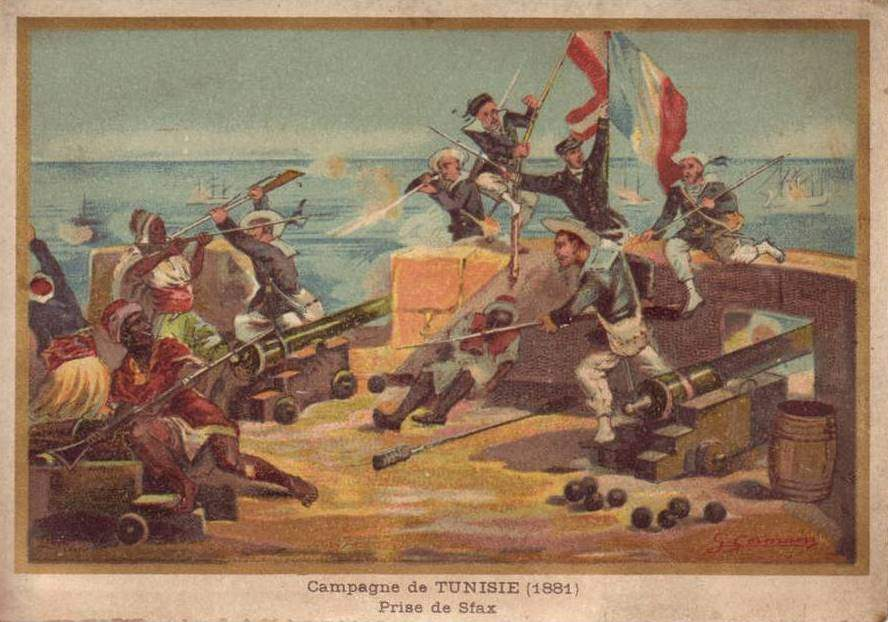
En 1881, la France envahit la Tunisie, à laquelle l'Italie s'intéresse également. C'est la "gifle de Tunis" qui fait tomber le troisième gouvernement Cairoli et ouvre une longue période de mandats pour Depretis.

Avec le deuxième gouvernement Cairoli, la situation en matière de politique étrangère se dégrade encore plus, compte tenu de l'irrédentisme qui pollue les relations avec l'Autriche, elle-même de plus en plus liée à l'Allemagne. Après la chute du deuxième exécutif Cairoli, toujours sur l'impôt de la meule, la reconduction est donnée au même président du Conseil qui accueille Depretis comme ministre de l'Intérieur et commence son troisième mandat le 25 novembre 1879.
Les élections du 16 mai 1880 renforcent cependant la position de Depretis et, à partir de ce moment, il devient le pivot de la vie politique italienne, autour duquel tourne le jeu des majorités parlementaires jusqu'en 1887.
Entre-temps, les relations avec la France se tendent, en raison des intérêts de cette dernière en Tunisie, qui contrastent avec ceux, également consolidés, de l'Italie. Malgré les assurances données par le Premier ministre de Paris Jules Ferry, l'armée française envahit la Tunisie le 1er mai 1881. Onze jours plus tard, le traité du Bardo réduit le territoire conquis à un protectorat, prémisse de l'annexion. En Italie, l'impression fut énorme et l'affront fut appelé la "gifle de Tunis". Le gouvernement Cairoli, accablé par les critiques, doit démissionner avec l'accusation, étendue à toute la gauche, d'avoir conduit l'Italie à un dangereux isolement.
Le roi nomme Quintino Sella pour former un nouveau gouvernement, mais la tentative échoue et il doit à nouveau recourir à Depretis.

## Le quatrième gouvernement Depretis (1881-1883)

### La Triple Alliance

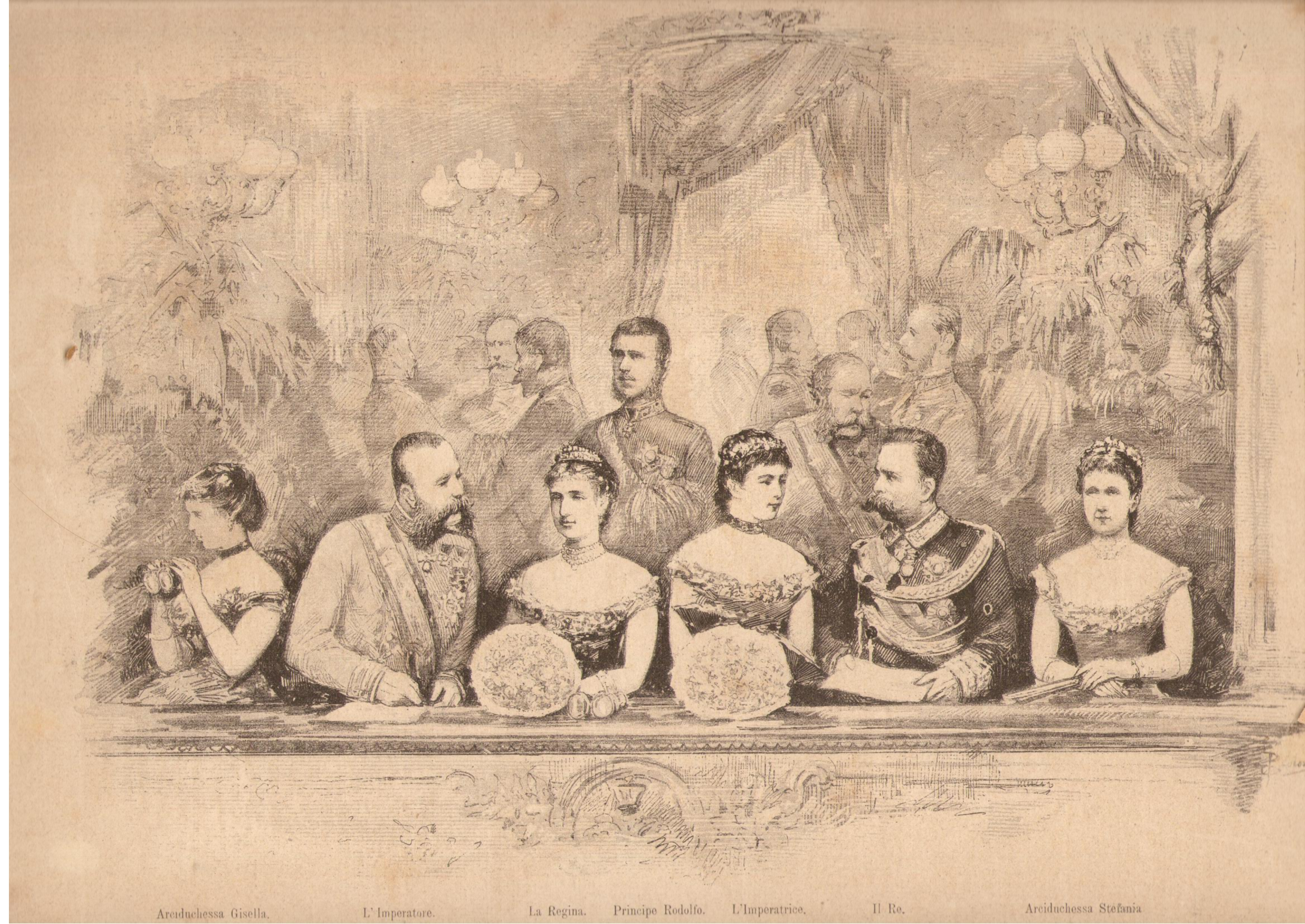
Umberto Ier (deuxième à droite) et François-Joseph d'Autriche (deuxième à gauche) à Vienne en 1881. Cette réunion, à laquelle Depretis a également participé, a été l'étape décisive vers la Triple Alliance.

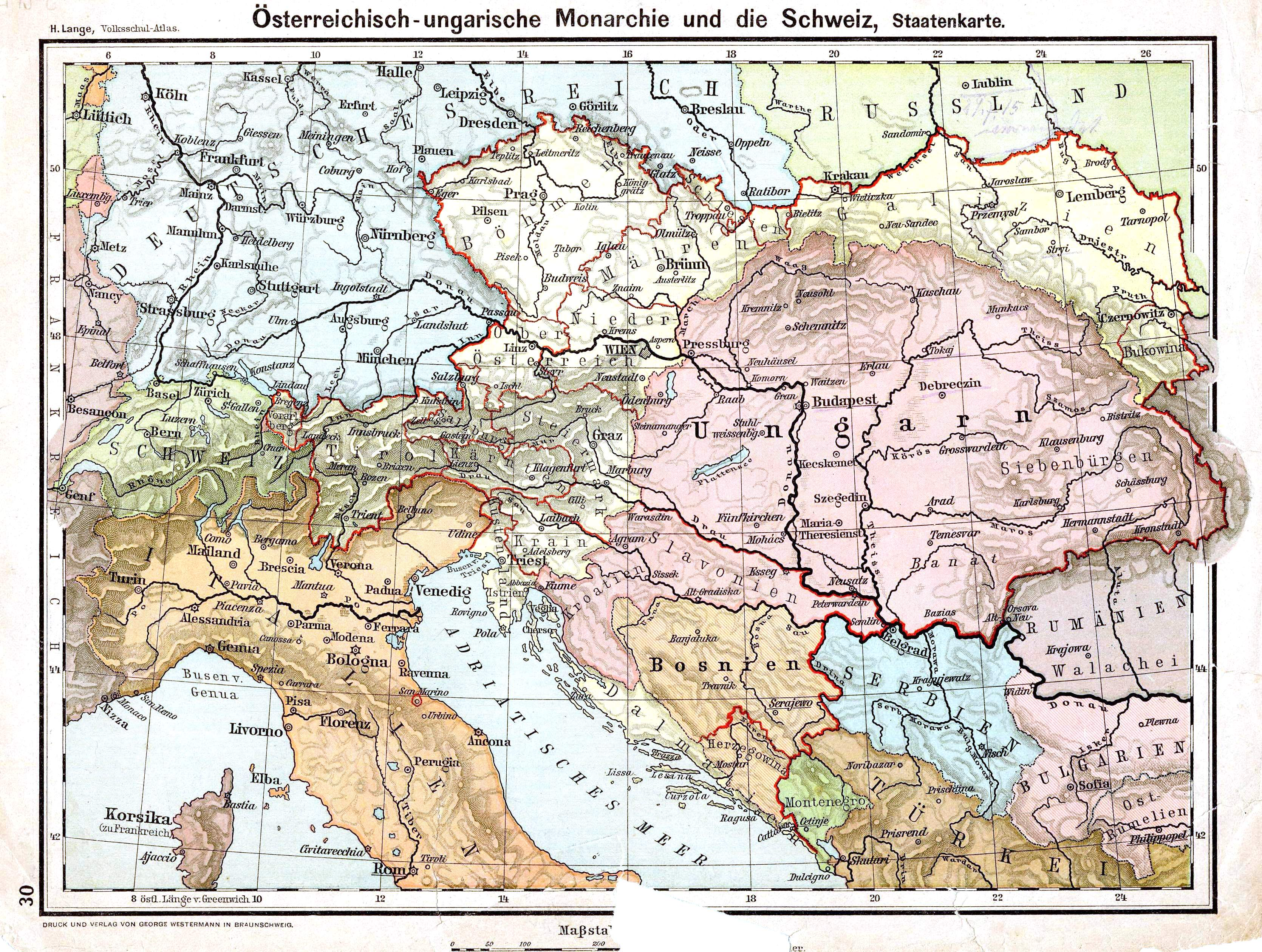
L'empire austro-hongrois. Bien que pro-français, Depretis accepte l'alliance avec l'Allemagne et l'Autriche pour rompre l'isolement de l'Italie.

Pour son quatrième mandat, qui débute le 29 mai 1881, Depretis veut également se réserver le ministère de l'Intérieur, même si la priorité est de donner à la politique étrangère une orientation plus ferme et plus cohérente. En effet, après la controverse autour du Congrès de Berlin et de la "claque de Tunis", Depretis décide de résoudre la question des alliances. À cet égard, Umberto Ier était enclin à un accord avec l'Autriche et l'Allemagne, qui aurait renforcé la monarchie dans un sens conservateur. En octobre 1881, il se rend à Vienne dans ce but, où il soutient l'image de l'amitié entre les deux pays. Depretis l'a accompagné.
Les arguments en faveur d'un rapprochement avec les empires centraux sont toutefois mal accueillis par une grande partie de la population (comme il fallait s'y attendre compte tenu du rôle de l'Autriche dans les trois guerres du Risorgimento), et même Depretis est plus enclin à une alliance avec Paris qu'avec Vienne et Berlin. Il considérait que l'épisode de l'occupation de la Tunisie n'était pas du tout grave et observait que s'il était vrai que « l'Italie avait en Tunisie une grande colonie à protéger, il n'était pas moins vrai qu'elle avait aussi environ 400 000 émigrés vivant de leur travail en France qui méritaient autant sinon plus d'attention que les intérêts en Tunisie ».
Le ministre des Affaires étrangères choisi par Depretis, Pasquale Stanislao Mancini, est cependant favorable à une alliance avec l'Allemagne en particulier. Otto von Bismarck, cependant, ne fait pas confiance à Depretis, qu'il considère comme proche des idées du nouveau ministre français des Affaires étrangères, Léon Gambetta. Depretis, en revanche, s'était convaincu au début de 1882 de l'utilité d'une alliance avec les empires centraux, à condition qu'elle n'implique pas la guerre avec la France. Une perspective acceptée par l'Allemagne et l'Autriche.
La persévérance de Mancini et, surtout, l'habileté de l'ambassadeur Robilant, ont conduit à la stipulation de l'accord, qui était de nature défensive. Depretis, en effet, comme le transmet Mancini à Robilant le 10 mai 1882, exclut l'hypothèse de devoir soutenir une attaque préventive de ses partenaires, même contre l'Empire ottoman, dont les territoires dans les Balkans intéressent particulièrement l'Autriche. Ainsi, le 20 mai 1882, le traité de la Triple Alliance est signé à Vienne, rompant l'isolement de l'Italie.

### Réforme électorale
En politique intérieure, l'année 1882 voit l'achèvement du long processus de réforme électorale pour lequel Depretis avait également été un porte-parole, et le 22 janvier, le Parlement approuve ce que le Premier ministre avait décrit comme "le suffrage le plus universel possible". Ont le droit de vote tous les hommes âgés de 21 ans ou plus qui ont fréquenté au moins les deux premières années de l'école primaire ou qui ont versé une taxe annuelle d'au moins 19,80 lires. Avec cette loi, le nombre de personnes ayant le droit de vote passe de 621 896 en 1879, soit 2,2 % de la population, à 2 049 461, soit 6,9 %, soit plus du ¼ de la population masculine adulte.

### Le transformisme et le discours d'octobre 1882

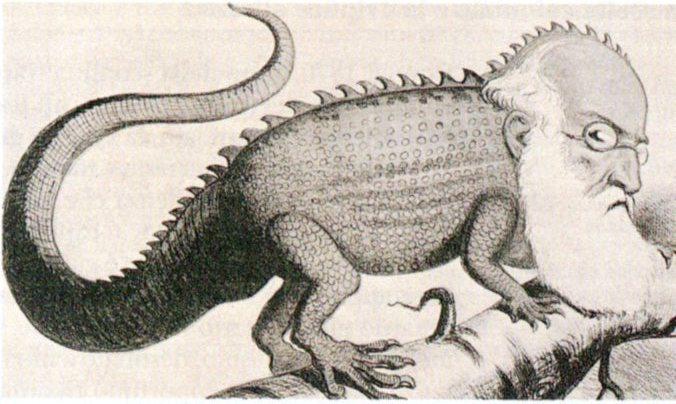
Depretis était considéré comme un caméléon pour son projet de "transformisme", qui visait à créer des gouvernements soutenus par des députés de tous bords.

À l'approche des premières élections au suffrage élargi, prévues pour octobre 1882, le phénomène de désagrégation des partis politiques traditionnels s'accélère. Cette métamorphose répond à la diminution des contrastes entre la droite et la gauche, mais aussi au projet politique que Depretis avait proposé en 1862.
C'est pourquoi, à la veille des élections, le 8 octobre 1882, Depretis réitère dans un discours à Stradella qu'on ne peut pas rejeter quelqu'un d'un autre camp politique s'il " veut rejoindre nos rangs, s'il veut accepter mon modeste programme, si […] il veut se transformer et devenir progressiste ", et le leader de la droite, Marco Minghetti, est d'accord.
Dans son discours, Depretis a défini les différences idéologiques de la droite et de la gauche du Risorgimento comme dépassées. Il a donc été possible de créer des majorités parlementaires plus solides et compactes, basées sur la convergence des composantes modérées des deux anciens alignements. Ce rapprochement aurait pu être vérifié sur un certain nombre de questions concrètes et mis en œuvre par une répartition minutieuse des rôles de pouvoir. En matière de politique étrangère, Depretis réaffirme, malgré la Triple Alliance, son amitié avec la France,.
Les élections du 29 octobre 1882 marquent le succès du plan de Depretis qui, en raison de sa nature technique, peut recueillir le soutien du Parlement indépendamment des convictions politiques. Les urnes ont récompensé la majorité « transformiste », qui a absorbé la quasi-totalité des 173 nouveaux députés, dont la plupart n'avaient aucune connotation politique spécifique.

### La pendaison d'Oberdan
Quelques mois plus tard, cependant, c'est à nouveau la politique étrangère qui focalise l'attention des Italiens. En décembre 1882, le gouvernement autrichien décide de pendre le Triestin Guglielmo Oberdan, qui s'était accusé d'un projet de tentative d'assassinat sur l'empereur François-Joseph Ier. En Italie, l'exécution a gelé l'enthousiasme de la Triple Alliance même parmi ceux qui l'avaient espérée.
Le gouvernement Depretis a dû faire face à une vague compréhensible de sentiment anti-autrichien, ainsi qu'à des manifestations violentes et des attaques contre les bureaux et les consulats de Vienne. Le gouvernement a maintenu une attitude rigoureuse, tout en respectant la loi, ne manquant pas de frapper sévèrement, mais sans céder à la pression de ceux qui réclamaient des lois spéciales. Malgré tous les efforts du gouvernement, la mort d'Oberdan creuse un fossé infranchissable entre l'Italie et l'Autriche.

## Gouvernements transformistes (1883-1887)

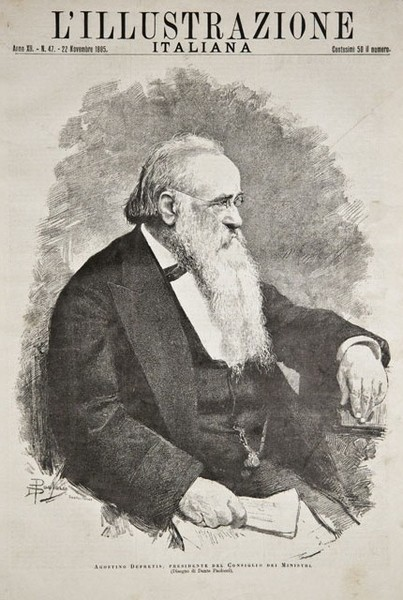
La couverture de L'Illustrazione Italiana du 22 novembre 1885 dédiée au Premier ministre Depretis.

Entre-temps, au sein de la gauche, les résultats des élections avaient provoqué de fortes tensions qui ont conduit à la fin du quatrième gouvernement Depretis en mai 1883. Le débat qui a précédé la chute du gouvernement a été le point de départ du transformisme parlementaire. Le leader de la droite, Minghetti, décide de soutenir le futur gouvernement Depretis principalement afin de contenir les ailes extrêmes du Parlement et de freiner au maximum l'avènement de la souveraineté populaire, craignant l'anarchie et le despotisme.
Depretis soutient indirectement cette politique et obtient la confiance de la Chambre. Après ce vote, qui représente la naissance du transformisme, Giuseppe Zanardelli et Alfredo Baccarini quittent le gouvernement et, avec Cairoli, Nicotera et Crispi, forment en novembre 1883 le mouvement Pentarchie, qui rejoint les forces de l'extrême gauche.
Du 25 mai 1883, date d'entrée en fonction de son cinquième exécutif, jusqu'à sa mort en juillet 1887, Depretis dirige les quatre autres gouvernements qui suivent, s'appuyant sur l'alchimie parlementaire avec laquelle il jongle avec les différents mouvements de la galaxie transformiste,.
Comme l'écrit Romualdo Bonfadini, Depretis a réussi à « convertir la Chambre italienne en un vaste conseil provincial, où chaque député représente sa circonscription, et où le gouvernement prétend à lui seul représenter la nation ». Dans une telle situation d'affaiblissement du rôle du Parlement, le gouvernement a poursuivi une politique économique sans scrupules, la « finance heureuse » du ministre Agostino Magliani. L'habileté de Magliani et les manœuvres dilatoires de Depretis ont fini par limiter le contrôle du Parlement sur la gestion financière du gouvernement.

### Des relations difficiles avec l'Autriche
Sur la scène internationale, les relations avec l'allié autrichien restent difficiles. À l'occasion de la mort du poète patriote Giovanni Prati à Rome le 9 mai 1884, le président du Sénat Sebastiano Tecchio prononce un discours si favorable à l'irrédentisme qu'il y a une recrudescence des manifestations anti-autrichiennes. Tecchio est contraint de démissionner et Depretis lui envoie une lettre d'éloges qui est interprétée comme une approbation du discours du président démissionnaire et qui est définie comme inappropriée par le ministre autrichien des Affaires étrangères Gusztáv Kálnoky.
Il n'est donc pas surprenant qu'à cause de l'Autriche, l'Italie ait été écartée du rassemblement des puissances européennes à diverses occasions, comme la réunion entre les souverains d'Allemagne, de Russie et d'Autriche et leurs ministres à Skierniewice en septembre 1884.

### Politique coloniale

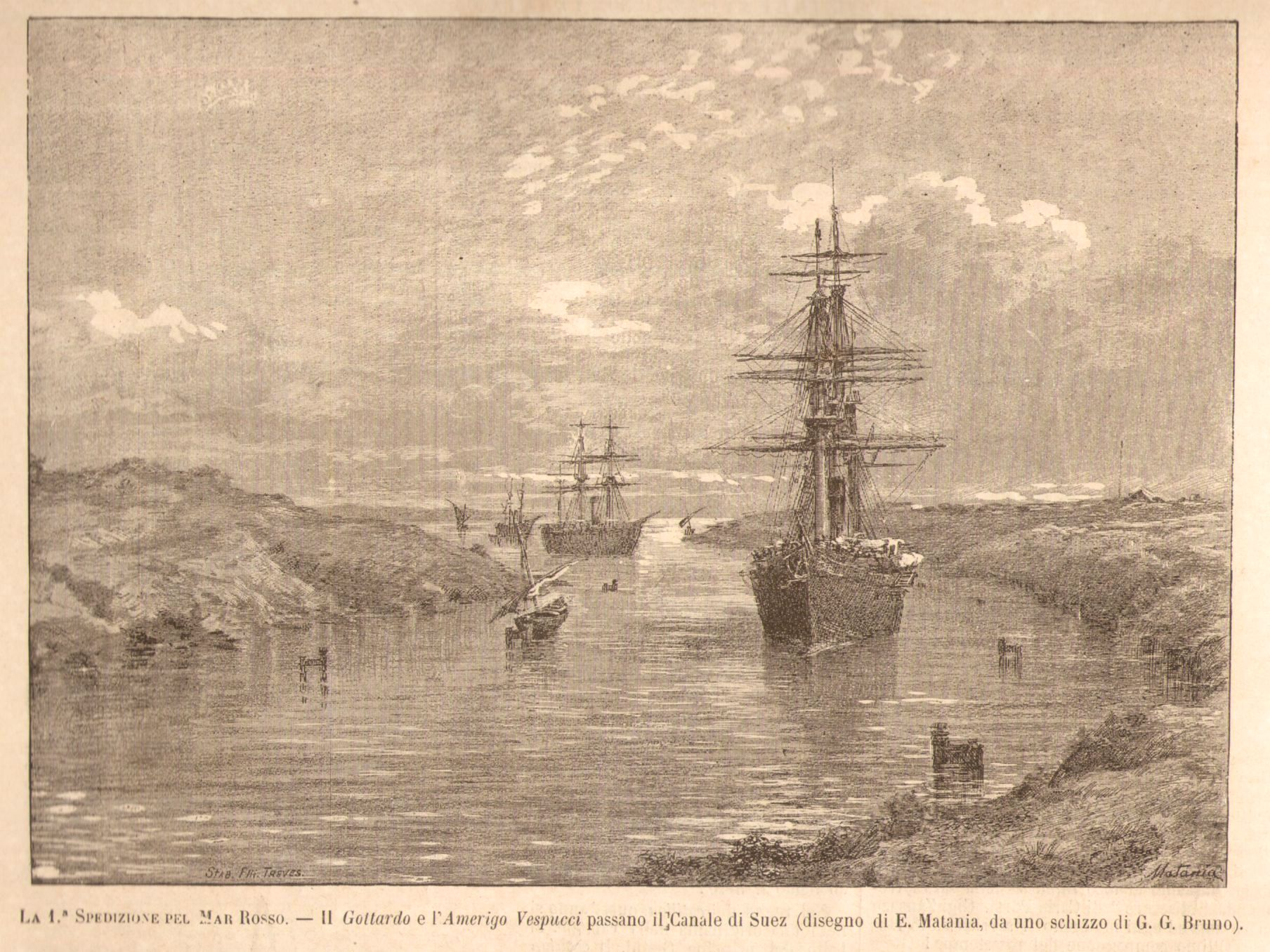
Les navires italiens Gottardo et Amerigo Vespucci traversent le canal de Suez pendant l'expédition de 1885 en mer Rouge.

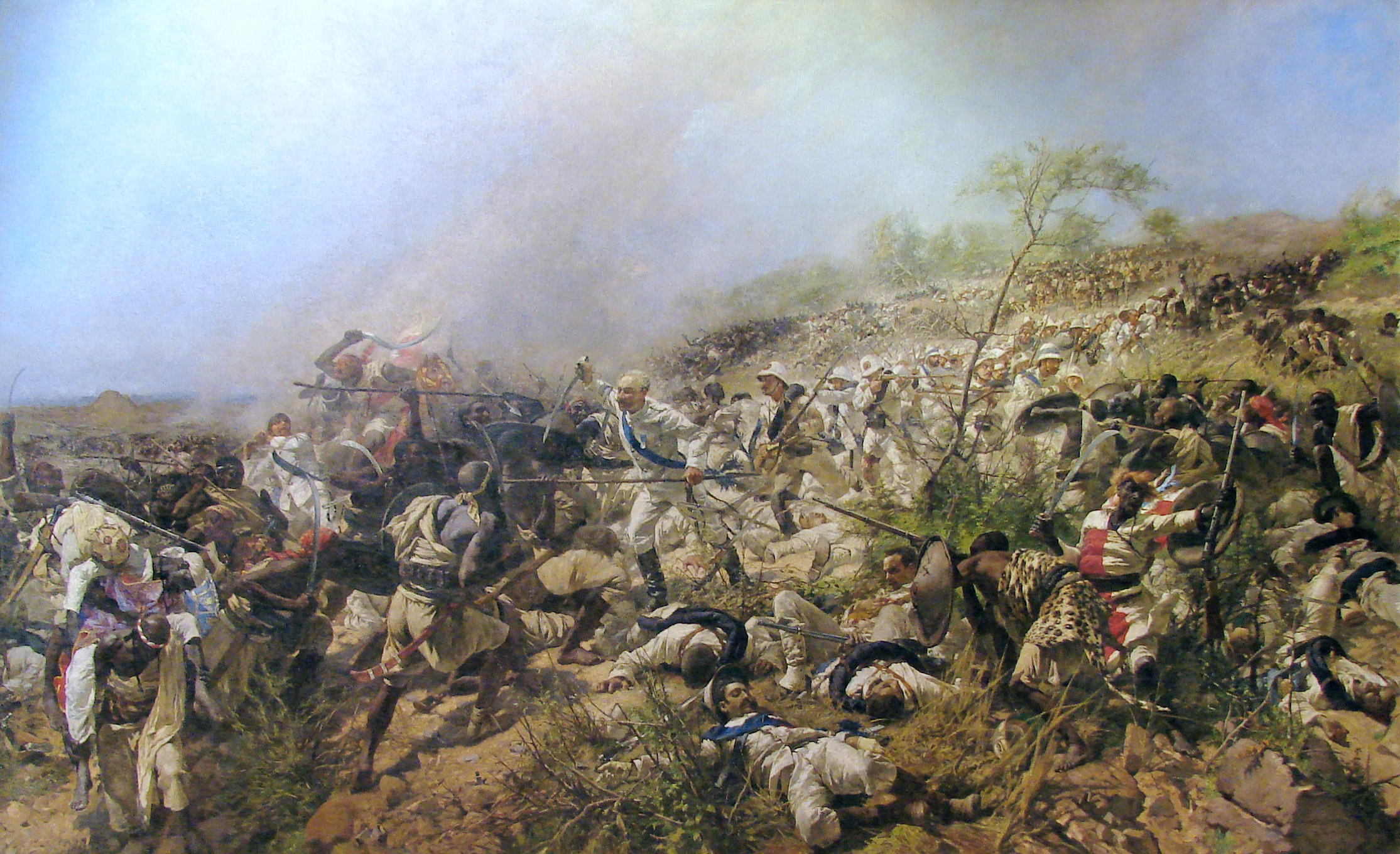
La bataille de Dogali. Après la défaite italienne, Depretis a été contraint de former un nouveau gouvernement.

Les déceptions en politique étrangère et les difficultés persistantes en politique intérieure commencent à miner le sixième gouvernement Depretis, entré en fonction le 30 mars 1884. En octobre, un mini remaniement est nécessaire pour éviter une crise et le 24, le général Cesare Francesco Ricotti-Magnani prend en charge le ministère de la Guerre. Il a la tâche de préparer secrètement un corps expéditionnaire pour occuper la Libye turque au cas où la France déclencherait une action au Maroc.
Mais l'attention de l'Italie va se porter plus au sud, sur Massawa, que les Égyptiens décident d'évacuer en octobre 1884 en raison de la révolte mahdiste au Soudan. La Grande-Bretagne décide alors d'inciter l'Italie à prendre possession de l'important centre de l'Érythrée, sur la mer Rouge, avant qu'il ne soit occupé par les rebelles ou, pire encore, par les Français.
Depretis est entraîné malgré lui dans ce qui est la première aventure africaine de l'Italie, et c'est grâce à ses capacités de médiation, caractéristiques du programme transformiste, qu'il parvient à résoudre les différents problèmes qui se posent à l'expédition du contingent. Après avoir débarqué en Érythrée le 8 février 1885, les Bersaglieri entrent à Massawa. Les Britanniques sont satisfaits, les Français moins.
Très vite, cependant, une grande partie du Parlement critique l'expédition et son coût considérable. Le ministre des Affaires étrangères Pasquale Stanislao Mancini est contraint de démissionner et Depretis, le 29 juin 1885, doit former son septième gouvernement, dans lequel il se réserve le ministère de l'Intérieur. Il est également contraint d'assurer l'intérim du ministère des Affaires étrangères car deux ambassadeurs expérimentés, Costantino Nigra et Carlo di Robilant, refusent le poste.
Depretis ne réussit à convaincre l'exposant de droite Robilant de le remplacer au ministère des Affaires étrangères qu'à la fin du mois de septembre 1885, après une insistance pressante, dictée aussi par la détérioration de sa propre santé. Le nouveau ministre conclut divers accords internationaux (ainsi que le renouvellement de la Triple Alliance) qui sont susceptibles de protéger l'Italie de toute menace européenne. Robilant est néanmoins contraint de démissionner pour avoir sous-estimé la réaction éthiopienne à la colonisation italienne de l'Érythrée, sous-estimation qui se concrétise par la bataille de Dogali, perdue par les Italiens le 26 janvier 1887. Depretis reprend l'intérim des Affaires étrangères et, après une longue crise politique, forme son huitième et dernier gouvernement le 4 avril 1887.

### La crise du transformisme

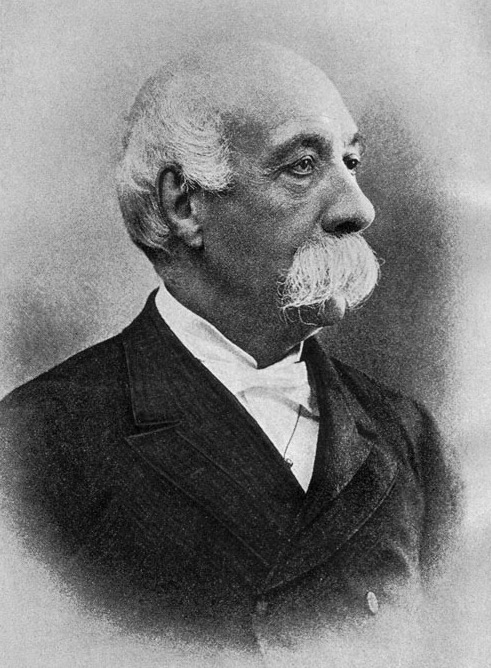
Francesco Crispi était le collaborateur et l'adversaire de Depretis. Il le remplace à la tête du gouvernement à sa mort.

À partir de 1885, le système politique mis en place par Depretis commence à apparaître incapable de combiner autorité et efficacité. Aux élections de mai 1886, malgré son succès, Depretis a du mal à former une nouvelle majorité transformiste. Plusieurs députés de droite avaient en effet retrouvé leur autonomie, notamment après la mort de Marco Minghetti en décembre 1886.
Le Premier ministre, âgé et malade, est contraint de revoir la structure modérée habituelle de ses gouvernements "transformistes" et, le 4 avril 1887, il lance ce qui sera son dernier gouvernement. Dans la confusion de la controverse suscitée par la défaite de Dogali, il recourt à deux adversaires du transformisme : Zanardelli et Crispi, qui était désormais indiqué comme son successeur.

### Protectionnisme et développement industriel
L'un des principaux problèmes auxquels Depretis doit faire face dans la dernière période de son activité politique est la crise agricole, qu'il avait déjà pensé atténuer en 1884 avec la suppression définitive de l'impôt sur les meules.
Au cours de ces années, la croissance remarquable de la production céréalière américaine avait en effet apporté à l'Italie une augmentation considérable des importations de blé à des prix très bas et le système libéral inauguré par Camillo Benso, comte de Cavour capitula en juillet 1887 après l'approbation au parlement du nouveau tarif douanier. La mesure protectionniste de Depretis, présentée comme une mesure d'adaptation au climat de concurrence internationale, a eu pour effet d'accroître le processus d'industrialisation dans le Nord, notamment dans les secteurs du textile et de la sidérurgie.
Les années des gouvernements Depretis sont en effet caractérisées par une augmentation considérable du réseau routier et ferroviaire, qui passe de 2 700 km en 1861 à 12 000 km à la fin des années 1880 (en 1882, le tunnel ferroviaire du Saint-Gothard est ouvert).
Les avantages du Nord sont considérables car Depretis, confronté à la crise agricole, renonce à servir de médiateur entre la ligne libérale et "agricultrice", appréciée par les propriétaires du Sud, et la ligne de droite plus encline au processus d'industrialisation, qui s'avère être la gagnante. Déjà en 1882, en revanche, la réforme électorale avait augmenté le poids politique des électeurs de l'Italie du Nord, sanctionnant définitivement le succès du Nord dans la majorité de Depretis.

## Les derniers temps
Bien que souffrant d'une goutte ennuyeuse et persistante, il est resté Premier ministre jusqu'à sa mort. Dans ses dernières années, il rencontrait souvent le gouvernement dans le salon de sa maison de la Via Nazionale à Rome. Comme sa maladie s'aggrave, il est transféré à Stradella, où il meurt le 29 juillet 1887, à l'âge de 74 ans, et où il est enterré. Il est remplacé comme leader de la gauche et chef du gouvernement par Francesco Crispi.

## L'appartenance maçonnique
Depretis est initié à la franc-maçonnerie, il reçoit immédiatement le grade de Compagnon d'Art à la Loge "Dante Alighieri" de Turin le 22 décembre 1864 et est élevé au rang de Maître en 1866. Affilié ensuite en 1868 à la Loge "Universo" de Florence, en 1877 il atteint le 33e degré du Rite écossais ancien et accepté et en 1882 il fait partie du Suprême Conseil du Rite Écossais. Le 29 juillet 1887, jour de sa mort, la bannière de l'Ordre apparaît en berne sur le balcon du Palazzo Quirini, siège du Grand Orient d'Italie et du Suprême Conseil. Aujourd'hui encore, il existe une loge maçonnique portant le nom de Depretis dans la ville de Voghera.

## Décorations
Le Calendario reale italien de 1887 (éditeur Vincenzo Bona, Turin) à la page 133 rapporte les honneurs suivants d'Agostino Depretis : 

 - Chevalier de l'Ordre suprême de la Très Sainte Annonciade - 14 mars 1878
 - Chevalier de Grand-croix de l'Ordre des Saints-Maurice-et-Lazare
 - Chevalier de la Grand-Croix de l'Ordre de la Couronne d'Italie
 - Chevalier Grand-Croix de l'Ordre national de la Légion d'honneur (France)
 - Chevalier Grand-croix de l'Ordre de l'Immaculée Conception de Vila Viçosa (Portugal)